# Герб Шумерли
Герб города Шумерля — официальный символ муниципального образования город Шумерля Чувашской Республики.
Герб города Шумерля, в соответствии с Методическими рекомендациями по разработке и использованию официальных символов муниципальных образований (Раздел 2, Глава VIII, п.п. 45-46), утверждёнными Геральдическим советом при Президенте Российской Федерации 28.06.2006 года, может воспроизводиться со статусной короной установленного образца.
Муниципальная корона для городских округов – золотая башенная корона о пяти зубцах.
Герб может воспроизводиться как в полной версии (полный герб – с вольной частью и муниципальной короной), так и в сокращенных версиях (в виде гербового щита с вольной частью, гербового щита с муниципальной короной или только в виде гербового щита без короны и вольной части); все версии герба равноправны и имеют одинаковый статус.
Герб города Шумерля, в соответствии со статьей 9 Закона Чувашской Республики от 14 июля 1997 года № 12 «О государственных символах Чувашской Республики», может воспроизводиться в двух равно допустимых версиях:
– без вольной части;
– с вольной частью (четырехугольником золотого цвета, примыкающим к верхнему правому углу щита) с воспроизведёнными в нем фигурами герба Чувашской республики.
Герб утвержден 18 июня 2019 года решением Собрания депутатов города Шумерля № 719.

## Описание и обоснование символики
Геральдическое описание (блазон) гласит:
В червленом поле над серебряным узким выщербленным поясом серебряное же зубчатое кольцо (с чередованием коротких и длинных зубцов), в котором – золотой дубовый лист, из-за которого слева вырастают два золотых же жёлудя.
Герб города Шумерля языком аллегорий символизирует исторические, природные и экономико-географические особенности городского округа.
В основу герба города положена стилистическая композиция на основе эмблемы, утвер-жденной в качестве герба Шумерли решением исполнительного комитета Шумерлинского городского Совета депутатов трудящихся от 11 февраля 1976 года. Автором эскиза стал — художник комбината автофургонов Владимир Руфович Горбунов.
Золотой дубовый лист с двумя желудями в гербе напоминает о развитии химической и мебельной промышленности. Именно дуб способствовал развитию города и его промышленных предприятий. Также дуб – одно из типичных деревьев, произрастающих в местности, где располагается город.
Символика зубчатого кольца многозначна. Во-первых, кольцо является аллегорией на колесо и тем самым символизирует то, что город был основан в 1916 году при строительстве железной дороги. Таким образом, «колесо» олицетворяет расположение на железнодорожной магистрали Москва-Казань, проходящей через город с запада на восток, а также автомобильную дорогу – проходящую через город с севера на юг. Зубчатое кольцо также перекликается с шестерней из эмблемы, принятой в 1976 году, и символизирует развитие машиностроительной промышленности: комбината автомобильных фургонов и завода специализированных автомобилей. Помимо этого, зубчатое колесо также является солярным знаком (символизирует солнце), а также «перекликается» и с национальным чувашским символом – Древом жизни.
Серебряный выщербленный пояс в гербе символизирует реку Суру, на берегу которой находится город.
Примененные цвета в геральдике символизируют:
Червленый (красный цвет) – символ храбрости, силы, решительности и стремление к познанию. Кроме того, красный цвет в гербе символизирует мужество и отвагу проявленную жителями города в строительстве Сурского оборонительного рубежа в 1941 году. Красный цвет так же символизирует, что развитие города началось в период индустриализации страны и связано со строительством крупных промышленных предприятий.
Золото (жёлтый цвет) – символ богатства, стабильности, уважения и интеллекта. Кроме того, золото как цвет солнца символизирует радушие жителей города и их трудолюбие.
Серебряный (белый цвет) – символ чистоты прозрачных вод реки Сура. Также, белый цвет – символ мира и взаимоуважения, благородства и милосердия жителей города, во время войны в котором с 1942 по 1945 года располагался эвакогоспиталь №3459.
Первоначально герб рассматривался на заседании городского Собрания депутатов 29 марта 2019 года, после чего был вынесен на общественное обсуждение.

## История

### Герб 1976 года
В 1974 году Исполком городского Совета депутатов трудящихся объявил конкурс на лучшее исполнение эскизных проектов герба города.
По условиям конкурса участники должны были представить в отдел главного архитектора города оформленные на ватмане формата А4 проекты герба.
В проектах необходимо было отразить «природные условия и черты промышленного производства Шумерли».
По итогам рассмотрения более десятка эскизов, жюри конкурса присудило первое место - художнику декоративно-прикладного искусства Горбунову В.Р.
Его эскиз был взят за основу и утвержден в качестве официального герба городским исполнительным комитетом Совета народных депутатов 11 февраля 1976 года.. При этом ни описания герба, ни его изображения опубликовано не было.
Описание герба 1976 года гласило:

Герб представляет собой обрамленный золотой каймой французской щит, в красном поле которого изображена белая шестерня, внутри неё — зелёный дубовый лист с двумя желудями.
В нижней части герба — волнообразная синяя линия.
Во главе щита на серебряном поле - чувашский орнамент красного цвета и название города, написанное золотыми буквами.

Шестерня и дуб, по условиям конкурса на эскиз герба и по замыслу автора - символизируют «природные условия и черты промышленного производства Шумерли».
Волнообразная линия в нижней части герба символизирует реку Суру, на берегу которой находится город.
Красный цвет поля означает, что образование города началось в период индустриализации страны.
Чувашский орнамент в верхней части указывает, что город в составе Чувашской Республики.